# 101 storie zen
101 storie zen (titolo originale 101 Zen Stories) è un'opera di Nyogen Senzaki e Paul Reps del 1957 che raccoglie aneddoti, alcuni dei quali risalenti al diciannovesimo e ventesimo secolo, e kōan zen.
In particolare 101 storie zen seleziona anche una serie di racconti tratti dal Shasekishū ( 沙石集, Raccolta di pietre e di sabbia), composti tra il 1279 e il 1283 dal maestro buddhista zen giapponese Mujū Ichien (無住一円, 1226-1312).

## Edizioni
- Nyogen Senzaki e Paul Reps, 101 storie zen, traduzione di Adriana Motti, Piccola Biblioteca Adelphi, Adelphi, 1973,  p. 112, ISBN 88-459-0160-2.